# Dieter Grosser
Dieter Grosser (* 25. August 1929 in Schweidnitz; † 23. Oktober 2021 in Berlin) war ein deutscher Politologe.

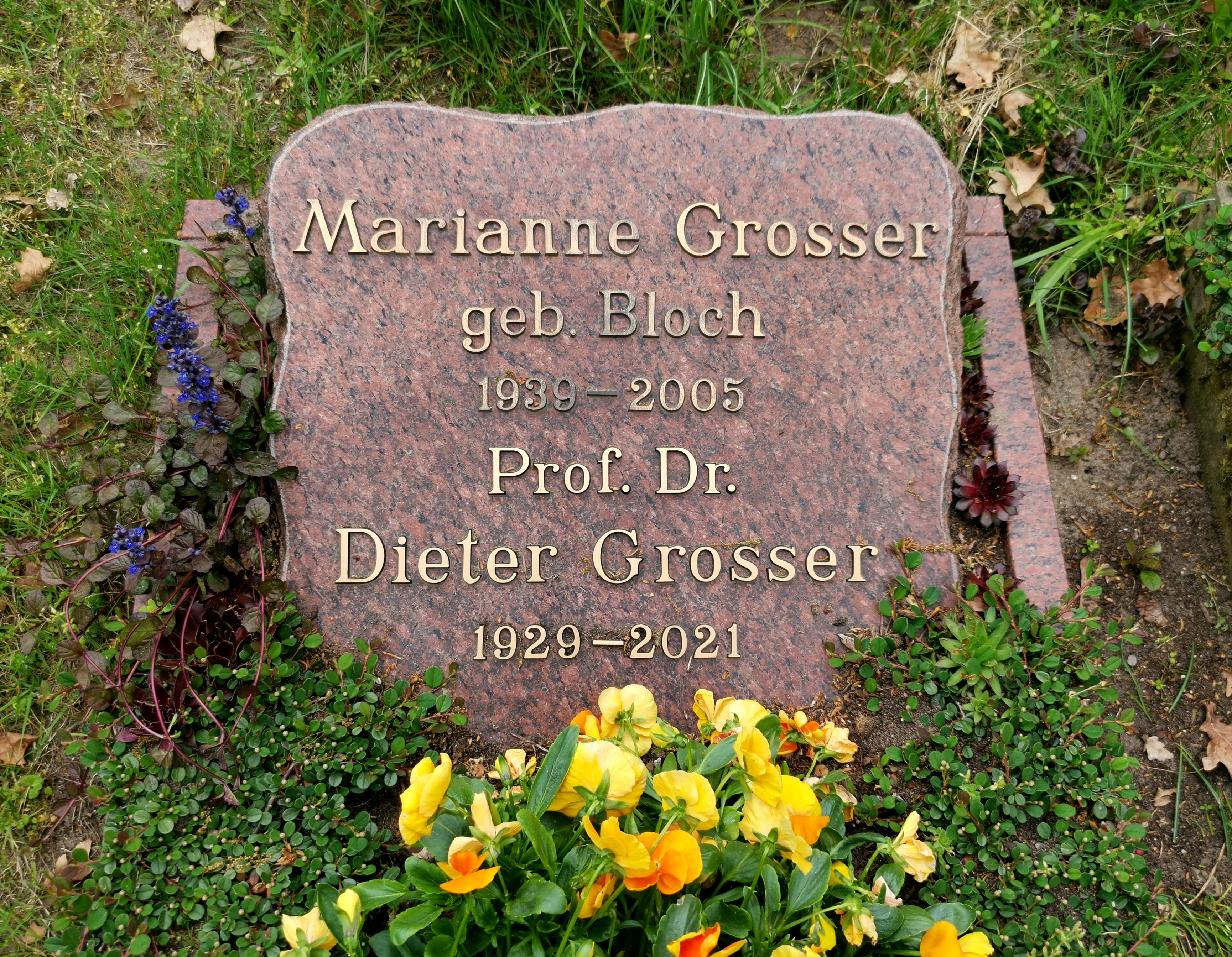
Grabstelle auf dem Friedhof Sacrow

Grosser arbeitete zunächst bis 1960 als Volksschullehrer in West-Berlin und absolvierte nebenher ein Studium der Volkswirtschaftslehre und Politikwissenschaft an der Freien Universität. Nach Promotion (1961) und Habilitation (1967) bei Otto Heinrich von der Gablentz wurde Grosser 1969 zum Wissenschaftlichen Rat und Professor sowie zum Leiter der Abteilung Lehrerbildung am Otto-Suhr-Institut ernannt. Zum Wintersemester 1969/70 wechselte er als ordentlicher Professor an die Universität Münster, 1974 folgte seine Berufung an die Ludwig-Maximilians-Universität München, an der er bis zu seiner Emeritierung 1995 lehrte und forschte. Zu seinen akademischen Schülerinnen und Schülern gehören Uwe Andersen, Stephan Bierling, Beate Neuss und Wichard Woyke.
Von 1972 bis 1974 war Grosser Präsident des Deutschen Hochschulverbands.
Dieter Grosser wurde auf dem Friedhof Sacrow in Potsdam beerdigt (Block D).

## Schriften (Auswahl)
- Grundlagen und Struktur der Staatslehre Friedrich Julius Stahls (= Staat und Politik, Bd. 3). Westdeutscher Verlag, Köln 1963 (= Dissertation Freie Universität Berlin).
- Vom monarchischen Konstitutionalismus zur parlamentarischen Demokratie. Die Verfassungspolitik der deutschen Parteien im letzten Jahrzehnt des Kaiserreiches (= Studien zur Regierungslehre und internationalen Politik, Bd. 1). Nijhoff, Den Haag 1970.
- Kompendium Didaktik politische Bildung. Ehrenwirth, München 1977, ISBN 3-431-01901-3 (2. Aufl. 1982).
- (mit Beate Neuß): Europa zwischen Politik und Wirtschaft. Analysen, Materialien, didaktische Hinweise (= Hildesheimer Beiträge zu den Erziehungs- und Sozialwissenschaften, Bd. 16). Olms, Hildesheim 1981, ISBN 3-487-06693-9.
- (Mitautor): Soziale Marktwirtschaft. Geschichte, Konzept, Leistung. Kohlhammer, Stuttgart 1988, ISBN 3-17-01-0004-1 (2. Aufl. 1990).
- (Hrsg.): German unification. The unexpected challenge (= German historical perspective series, Bd. 7). Berg, Oxford 1992, ISBN 0-85496-752-4.
- Das Wagnis der Währungs-, Wirtschafts- und Sozialunion. Politische Zwänge im Konflikt mit ökonomischen Regeln. Deutsche Verlagsanstalt, Stuttgart 1998, ISBN  978-3421050915.